# Рэк (дайвинг)

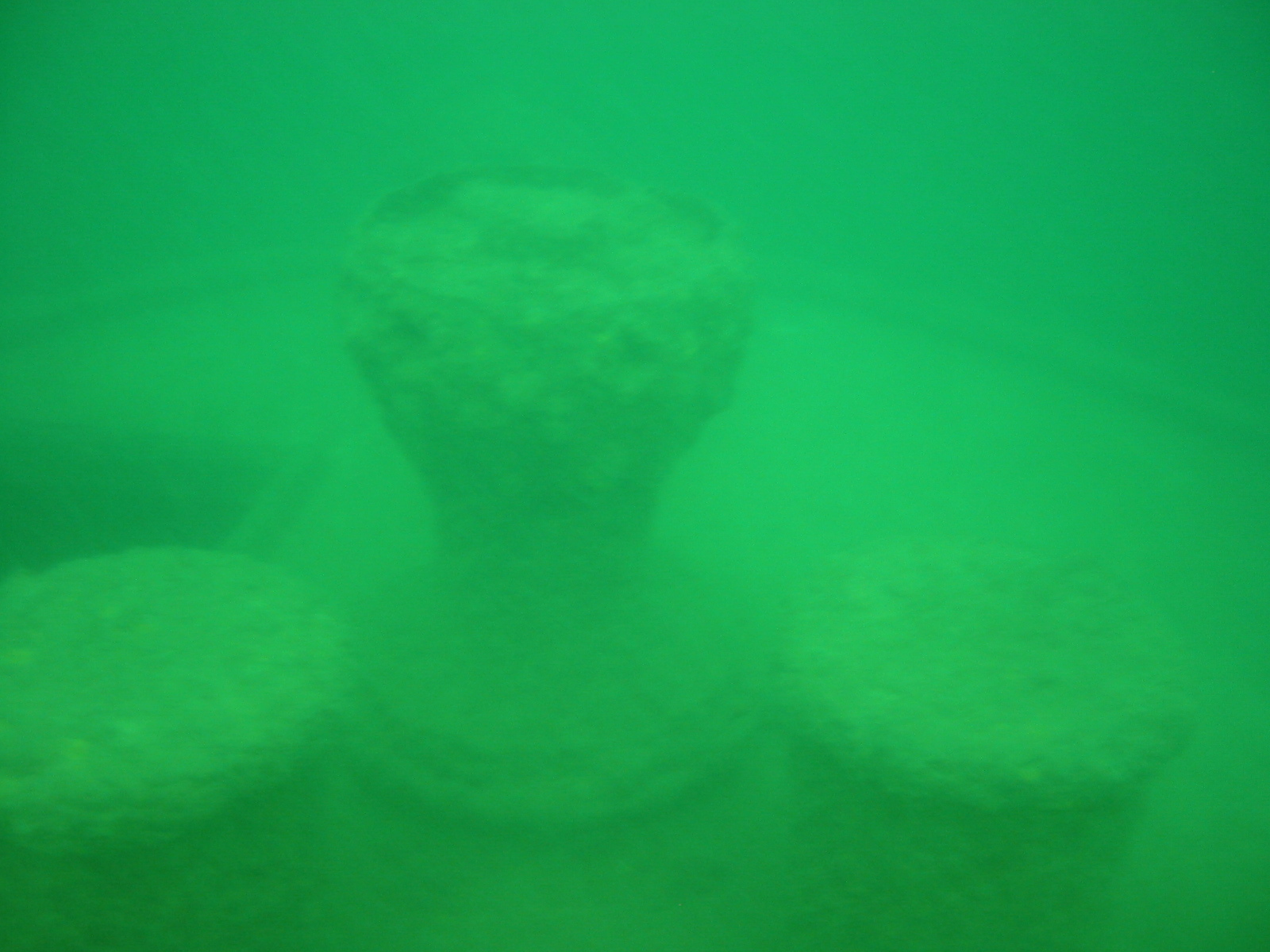
Кабестаны на затонувшем судне «Томас Вильсон»

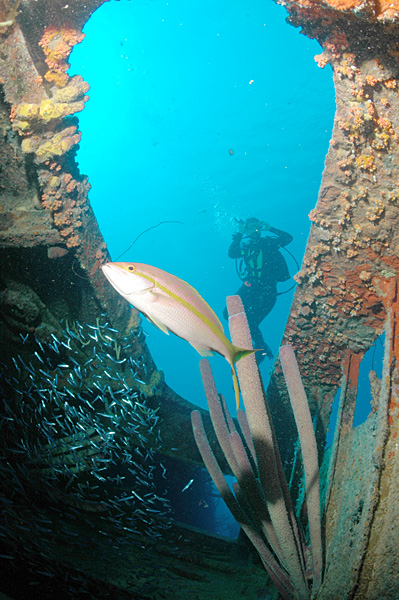
Дайвер на месте крушения судна Hilma Hooker, Нидерландские Антильские острова.

Рэк или рэк-да́йвинг (англ. wreck — кораблекрушение) на сленге аквалангистов — тип погружения, при котором производится спуск на затонувшие суда или объекты. Часто такое погружение связано с проникновением в надголовную среду (каюты, трюмы погибших судов), что требует некоторой практической подготовки.

## Список некоторых известных доступных рэков
- «Agnes Blaikie» — британский парусник, затонувший во время Крымской войны близ Балаклавы.
- «Акицусима», «Ирако», «Окикава Мару», «Когё Мару», «Олимпия Мару», «Кёкузан Мару», «Теруказэ Мару», «Нансин Мару» — японские суда, затонувшие во время Второй мировой войны близ филиппинского острова Корон.
- «Британник» — госпитальное судно — третье и последнее судно класса «Олимпик», подорвался на мине во время Первой мировой войны в Эгейском море[1][2].
- «Валериан Куйбышев» — 120-метровый танкер, затонувший в годы Великой Отечественной войны.
- «Зенобия[англ.] — паром затонувший у берегов Ларнаки в свой первый рейс вместе с грузом из 104 грузовиков 7 июня 1980 года[3][4].
- «Одесский Горсовет» — советский сухогруз, затонувший в годы Великой Отечественной войны в 300 метрах от береговой линии поселка Витязево.
- «Пролетарий» — буксир, затонувший в годы Великой Отечественной войны.
- «Свободная Россия» — линкор, затопленный по приказу В. И. Ленина в 1918 г. Построен в 1914 г.
- «Тистлегорм» — английский военный транспортный корабль. Построен в 1940 году на верфи «Джозеф Томпсон и сын» в Уеарсайде, Англия. Затонул 5 октября 1941 года в районе Рас-Мохаммед в Красном море в результате попадания в палубу авиационной бомбы[5].
- «Фабрициус» — военный транспортный корабль. Построен в 1903 году. 2 марта 1942 года был торпедирован в районе мыса Большой Утриш (окрестности Анапы). Остатки судна (якорный клюз, части леерного ограждения) лежат на глубине 3 метров.
- «Эльпидифор-415» — советская канонерская лодка, затонувшая 7 января 1921 года во время боя с кораблями французских интервентов.
- «SS Carnatic» — британский пароход, севший на риф в Красном море.